# Mike Kildevæld
Mike Kildevæld (* 7. August 1966 in Sæby) ist ein ehemaliger dänischer Snowboarder.

## Werdegang
Kildevæld fuhr zu Beginn der Saison 1994/95 im Les Deux Alpes erstmals im Snowboard-Weltcup der FIS und belegte dabei den 35. Platz im Parallelslalom. Im weiteren Saisonverlauf errang er in Alts den zweiten Platz im Riesenslalom und holte am Mount Bachelor seine ersten Weltcupsiege mit Siegen im Slalom sowie im Riesenslalom. Er kam damit auf dem 20. Platz im Parallel-Weltcup, auf den achten Rang im Riesenslalom-Weltcup und auf den sechsten Platz im Slalom-Weltcup. In der Saison 1995/96 erreichte er mit neun Top-Zehn-Platzierungen, darunter Platz zwei im Riesenslalom in Kanbayashi, den 16. Platz im Gesamtweltcup. Beim Saisonhöhepunkt, den Snowboard-Weltmeisterschaften 1996 in Lienz, fuhr er auf den 39. Platz im Riesenslalom und auf den 20. Rang im Parallelslalom. Im folgenden Jahr nahm er bei den Snowboard-Weltmeisterschaften 1997 in Innichen an vier Wettbewerben teil. Seine beste Platzierung dabei war der siebte Platz im Riesenslalom. In der Saison 1997/98 holte er im Riesenslalom in Sestriere seinen dritten und damit letzten Weltcupsieg und errang damit den 23. Platz im Gesamtweltcup. Bei seiner einzigen Olympiateilnahme im Februar 1998 in Nagano fuhr er auf den 15. Platz im Riesenslalom. In den folgenden Jahren bis zu seinem letzten Weltcup in Mont Sainte-Anne im Dezember 2001 errang er meist Platzierungen im Mittelfeld. Bei den Snowboard-Weltmeisterschaften 2001 in Madonna di Campiglio belegte er den 89. Platz im Riesenslalom, den 31. Rang im Parallel-Riesenslalom und den 28. Platz im Parallelslalom.

## Teilnahmen an Weltmeisterschaften und Olympischen Winterspielen

### Olympische Winterspiele
- 1998 Nagano: 15. Platz Riesenslalom

### Snowboard-Weltmeisterschaften
- 1996 Lienz: 20. Platz Parallelslalom, 39. Platz Riesenslalom
- 1997 Innichen: 7. Platz Riesenslalom, 17. Platz Parallelslalom, 25. Platz Slalom, 32. Platz Snowboardcross
- 2001 Madonna di Campiglio: 28. Platz Parallelslalom, 31. Platz Parallel-Riesenslalom, 89. Platz Riesenslalom

## Weltcupsiege und Weltcup-Gesamtplatzierungen

### Weltcupsiege
| Nr. | Datum            | Ort            | Disziplin      |
| --- | ---------------- | -------------- | -------------- |
| 1.  | 8. Februar 1995  | Mount Bachelor | Riesenslalom   |
| 2.  | 9. Februar 1995  | Mount Bachelor | Slalom         |
| 3.  | 5. Dezember 1997 | Sestriere      | Parallelslalom |

### Weltcup-Gesamtplatzierungen
| Saison    | Gesamt | Gesamt | Snowboardcross | Snowboardcross | Parallel | Parallel | Parallel-Riesenslalom | Parallel-Riesenslalom | Parallelslalom | Parallelslalom | Riesenslalom | Riesenslalom | Slalom | Slalom |
| Saison    | Punkte | Platz  | Punkte         | Platz          | Punkte   | Platz    | Punkte                | Platz                 | Punkte         | Platz          | Punkte       | Platz        | Punkte | Platz  |
| --------- | ------ | ------ | -------------- | -------------- | -------- | -------- | --------------------- | --------------------- | -------------- | -------------- | ------------ | ------------ | ------ | ------ |
| 1994/95   | -      | -      | -              | -              | 638      | 20.      | -                     | -                     | -              | -              | 1888         | 8.           | 1760   | 6.     |
| 1995/96   | 440    | 16.    | -              | -              | -        | -        | -                     | -                     | -              | -              | -            | -            | -      | -      |
| 1996/97   | 216    | 53.    | 472            | 30.            | -        | -        | -                     | -                     | -              | -              | -            | -            | -      | -      |
| 1997/98   | 335    | 23.    | -              | -              | -        | -        | -                     | -                     | -              | -              | -            | -            | -      | -      |
| 1998/99   | -      | -      | -              | -.             | -        | -        | -                     | -                     | -              | -              | -            | -            | -      | -      |
| 1999/2000 | 115    | 71.    | 180            | 60.            | 427      | 36.      | 427                   | 36.                   | -              | -              | -            | -            | -      | -      |
| 2000/01   | 56     | 109.   | -              | -              | -        | -        | -                     | -                     | 56             | 76.            | -            | -            | -      | -      |
| 2001/02   | -      | -      | -              | -              | -        | -        | 22                    | 79.                   | 9              | 92.            | -            | -            | -      | -      |